# Herrliche Zeiten (2018)
Herrliche Zeiten (im Original grafisch dargestellt als HERRliche Zeiten) ist ein deutscher Spielfilm des Regisseurs Oskar Roehler, basierend auf dem Roman Subs von Thor Kunkel. Der Film kam am 3. Mai 2018 in die Kinos.

## Handlung
Das wohlhabende Ehepaar Evi Müller-Todt, eine Gartenarchitektin, die unter Angststörungen leidet, und Claus Müller-Todt, ein Schönheitschirurg für Fettabsaugungen, leben gelangweilt in einer gepflegten Villa, die sie günstig bei einer Zwangsversteigerung erworben haben. Ihr Nachbar ist Mohammed, Sohn eines Scheichs aus dem nahen Osten, der ständig frivole Partys feiert.
Als ihre Putzfrau kündigt, stellt Claus betrunken eine Annonce ins Internet, in der er mit „Sklave/in gesucht“ nach einer neuen Haushaltshilfe sucht. Eine Ansammlung kurioser Gestalten in Lack und Leder erscheint darauf am nächsten Tag vor ihrer Haustür. Er entschuldigt sich und schickt sie weg, weil er das nur falsch formuliert habe und eine normale Haushaltshilfe suche. Am Abend erscheint aber der normal gekleidete Bartos bei ihm und bietet ihm an, sich unter ihre Herrschaft begeben zu wollen. Er ist ehemaliger Leiter eines Hotels, das nun der Bank gehört, und er habe mehr Schulden, als er je in seinem Leben zurückzahlen könne. Er bietet seine Dienste an und verlangt dafür nur Kost und Logis, da jedes Geld, das er verdient, sowieso an die Bank gehe.
Bartos kredenzt grandiose 3-Gänge-Menüs und verwandelt das Haus in ein 5-Sterne-Hotel. Er schlägt Evi vor, die Sicherheit des Anwesens zu erhöhen, indem sie überall Überwachungskameras installieren. Er stellt den Müller-Todts seine attraktive Frau Lana vor, die bald als Masseuse, Saunameisterin und Dienstmädchen anfängt. Auch besorgt er eine Gruppe bulgarischer Gastarbeiter, die Evis lange gehegten Traum eines Swimmingpools im Garten erfüllen sollen. Evi findet es menschenverachtend, dass diese nur 2 Euro verdienen sollen, wird aber von Claus und Bartos überredet.
Als Mohammed eine weitere extravagante Party veranstalten will, leiht er sich von Claus Bartos als Organisator und die Bulgaren als Kellner aus. Die beiden Nachbarn sind dafür zum ersten Mal ebenfalls eingeladen. Auf der Party, die das alte Rom als Thema hat, sind diverse Leibwächter Mohammeds sowie offenbar Prostituierte präsent. Während Evi davon angewidert ist, amüsiert sich Claus gut. Mohammed glaubt, er und Claus seien vom selben Schlag, ihnen sei egal, was die Welt von ihnen denke. Er führt ihn in das Sado-Maso-Studio im Keller seines Anwesens, gibt ihm Kokain und zeigt ihm auch Fotos der Gräueltaten, die er im Krieg begangen hat. Claus, von den Bildern verstört, geht zurück auf die Party und sucht seine Frau. Dabei trifft er die lasziv gekleidete Lana, deren sexuelle Dienste Bartos ihm anbietet, denn vom Sklaven zum Herren gehöre sich das. Bevor Claus schwach werden kann, findet ihn Evi und will nach Hause. Nachts kann er nicht schlafen und begibt sich zu Bartos kleiner Wohnung auf dem Grundstück, der ihn schon erwartet und ihm erneut seine Frau anbietet. Er hat wilden Sex mit ihr.
Am nächsten Morgen erklärt Bartos, dass einer der Bulgaren Evis Uhr gestohlen habe, und er dürfe ihnen das nicht durchgehen lassen. Claus konfrontiert den Schuldigen in der Baugrube des künftigen Schwimmbeckens und schlägt ihn schließlich mit einer Eisenstange brutal nieder, um sich den nötigen Respekt zu verschaffen. Als Evi nach Hause kommt, verlassen die Bulgaren gerade das Anwesen. Sie glaubt, dass Claus zur Vernunft gekommen sei und nicht länger „Sklaven“ für sich arbeiten lassen wolle, und ruft Bartos und Lana zu sich, um diese ebenfalls zu entlassen. Obwohl dies nicht Claus’ Wille ist, gehen die beiden.
In der folgenden Nacht erhält Claus einen Anruf von Bartos, in dem dieser erklärt, dass er „etwas im Garten vergessen“ habe. Als Claus nachsieht, findet er den Bulgaren, den er zusammengeschlagen hat, tot in der Baugrube. Er begräbt ihn in der Grube. Mit Musik wird er in die Wohnung von Bartos und Lana gelockt, wo diese ihm auflauern und erklären, wer sie wirklich seien: Die ehemaligen Besitzer der Villa. Sie erpressen ihn mit Videos von Mord und Begräbnis des Bulgaren sowie dem Seitensprung mit Lana und verlangen, dass er bis 24 Uhr die Villa an sie überschreibt und seine Frau umbringt, um auch noch an ihr Erbe zu gelangen.
Verzweifelt wendet sich Claus an Mohammed, um sich eine Pistole oder einen seiner Leibwächter auszuleihen. Er kann ihm aber nicht offenbaren, wozu er dies benötigt und geht wieder. Er ruft Bartos an und erklärt ihm, er gehe eher ins Gefängnis als sein Haus zu verlieren und seine Frau umzubringen. Mitternacht verstreicht und es geschieht nichts.
Beim Frühstück erscheint Mohammed und nimmt Claus mit in sein Haus in den Keller. Dort finden sich die gefesselten Bartos und Lana, die Mohammeds Leibwächter gegen Mitternacht auf dem Weg zu Claus‘ und Evis Anwesen abfingen. Mohammed verlangt von ihm, dass er sie mit einer Kettensäge umbringen und zerstückeln soll, was Claus schließlich auch tut, als Mohammed ihn mit einer Pistole bedroht.
In der letzten Szene sitzt Claus im Garten am inzwischen fertigen Pool und feiert scheinbar ungezwungen seinen 50. Geburtstag mit vielen Freunden, darunter auch Mohammed.

## Hintergrund
Der Film wurde vom 8. Mai bis zum 20. Juni 2017 in Köln und Umgebung gedreht.

## Kritik
„‚Herrliche Zeiten‘ ist eine gute Komödie mit einem hohen Grad an Durchgeknalltheit und einer Menge überstilisierter Bilder, die anzusehen auch deshalb so Spaß macht, weil ihnen die angestrengte und zwanghafte Künstlichkeit der Welt, von der sie erzählen, selbst so sehr zu eigen ist.“